# آلیشیا الیجتی
آلیشیا الیجتی (به انگلیسی: Alicia Alighatti) بازیگر پورنوگرافی آمریکایی است.

## جوایز و نامزد
- بهترین صحنه سکس دهانی - جایزه ای وی ان ۲۰۰۶
- بهترین صحنه سکس دونفره - جایزه ای وی ان ۲۰۰۶